# Rhyacophila
Rhyacophila é um género de insecto da família Rhyacophilidae.
Este género contém as seguintes espécies:
- Rhyacophila amabilis
- Rhyacophila dorsalis
- Rhyacophila evoluta
- Rhyacophila fasciata
- Rhyacophila fuscula
- Rhyacophila intermedia
- Rhyacophila minor
- Rhyacophila nubila
- Rhyacophila obliterata
- Rhyacophila vibox